# Glândula sudorípara

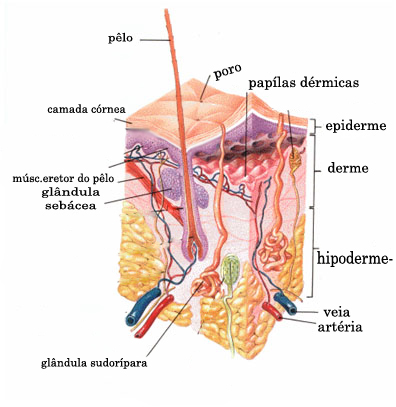
Sistema tegumentar

As glândulas sudoríparas são apêndices cutâneos compostos por estruturas tubulares enoveladas, que estão conectadas à epiderme por meio de um ducto sudoríparo. Essas glândulas são responsáveis pela produção e liberação de secreções que são conduzidas pelo ducto até a superfície externa da pele.
Os humanos têm três tipos de glândulas sudoríparas: écrina, apócrina e apoécrina. A distinção entre glândulas sudoríparas écrinas e apócrinas foi estabelecida em 1922, mas em 1987 foi descoberto um terceiro tipo chamado apoécrina. Estudos recentes confirmaram a existência de glândulas apoécrinas, porém são necessárias mais pesquisas para compreender completamente seu desenvolvimento e contribuição para a transpiração. As glândulas sudoríparas também podem ser categorizadas como epitriquiais, quando abrem no folículo piloso, ou atriquiais, quando têm uma abertura livre na superfície epidérmica. 

## Tipos de glândulas sudoríparas em humanos

### Glândulas sudoríparas écrinas
As glândulas écrinas são responsáveis pela secreção do suor, uma solução eletrolítica diluída, desempenhando um papel fundamental no processo de regulação da temperatura corporal, conhecido como termorregulação. Em humanos, essas glândulas estão distribuídas por quase toda a superfície corporal, com exceção dos lábios, canal auditivo externo, clitóris e pequenos lábios. No entanto, a maior densidade de glândulas écrinas é encontrada nas palmas das mãos e solas dos pés. Durante o desenvolvimento embrionário, as glândulas écrinas se originam a partir de células epiteliais e, no oitavo mês fetal, já se assemelham às glândulas écrinas encontradas em adultos. 

### Glândulas sudoríparas apócrinas
As glândulas apócrinas são glândulas presentes desde o nascimento, mas só se tornam ativas durante a puberdade . Essas glândulas secretam uma substância oleosa composta por lipídios, proteínas e esteroides. As glândulas apócrinas são menos numerosas que as glândulas écrinas e são encontradas em áreas específicas do corpo humano, como as axilas, regiões mamárias, anais e genitais . Os ductos das glândulas apócrinas desembocam nos folículos pilosos, e o lúmen das partes secretoras é dilatado .  As glândulas apócrinas respondem a estímulos emocionais e estão associadas ao odor corporal . Inicialmente, a secreção dessas glândulas é ligeiramente viscosa e inodora, mas adquire um odor desagradável e característico devido à ação das bactérias presentes na pele, o que pode ser influenciado pela genética, alimentação e fatores ambientais. 

### Glândulas sudoríparas apoécrinas
As glândulas apoécrinas são predominantemente localizadas nas áreas axilar e perianal, representando aproximadamente de 10% a 45% de todas as glândulas sudoríparas presentes na região axilar . Essas glândulas compartilham características morfológicas com as glândulas sudoríparas écrinas e apócrinas. Similarmente às glândulas écrinas, seus ductos se abrem na superfície da pele e secretam fluidos aquosos. Além disso, supõe-se que as glândulas apoécrinas se desenvolvem a partir das glândulas écrinas após a puberdade.

## Função da transpiração
A transpiração tem como principal função a termorregulação, isto é, a regulação da temperatura corporal por resfriamento pela perda de calor por evaporação de água. Isso ocorre porque, para que 1g de água a 35°C passe para o estado de vapor na mesma temperatura, são necessárias 580 calorias (2426 joules). Sendo assim, a liberação de água, na forma de suor, na superfície da pele promove a transferência de calor do corpo para a água, que então evapora, reduzindo a temperatura corporal .

## Evolução das glândulas sudoríparas em humanos
A  transpiração humana é um sistema altamente eficaz de regulação térmica, que evoluiu ao longo do tempo através de um aumento dramático na densidade de glândulas sudoríparas écrinas na pele humana . Diversas hipóteses foram formuladas para explicar a função adaptativa da sudorese écrina humana. As hipótese mais frequentes associam o aumento da capacidade de sudorese à mudanças relacionadas ao clima, à atividade física e a outras adaptações evolutivas, como a perda de pelos corporais e a adoção de uma postura bípede .

### Mudanças ambientais
Uma das hipóteses mais conhecidas sobre a evolução humana é chamada hipótese da savana. De acordo com essa hipótese, à medida que as savanas africanas começaram a se expandir, há cerca de 10 a 15 milhões de anos, nossos antepassados da linhagem hominínia passaram por uma uma transição de um estilo de vida predominantemente arbóreo nas florestas para um ambiente de savana, caracterizado por paisagens abertas e quentes . É argumentado que as pressões seletivas da savana favoreceram a postura ereta, o bipedalismo e também uma mudança na dieta, exigindo que nossos antepassados percorressem maiores distâncias pela paisagem em busca de alimentos . 
A savana impôs novas pressões seletivas, e o estresse térmico emergiu como um fator essencial que pode ter influenciado as características físicas e comportamentais dos seres humanos . Há evidências que sustentam a hipótese de que as glândulas écrinas da superfície do corpo evoluíram para potencializar a transpiração em ambientes quentes e secos. Best et al. (2018) conduziram estudos revelando que as variações encontradas nas glândulas écrinas de primatas estão intimamente ligadas às condições climáticas. Nas regiões de clima mais quente e seco, essas glândulas tendem a ter maiores reservas de glicogênio e são mais bem supridas por capilares em comparação com as glândulas écrinas dos primatas em climas mais frios e úmidos . O glicogênio atua como substrato primário de energia, impulsionando a produção de suor e a reabsorção de sódio nas glândulas écrinas, enquanto o aumento da capilarização permite uma melhor oferta de oxigênio, glicose e eletrólitos, necessários para o processo da transpiração .

### Bipedalismo
Argumenta-se que a mudança postural ao longo da linhagem hominínia, de uma postura bípede episódica, semelhante a outros primatas, para a adoção de postura ereta com bipedalismo obrigatório, trouxe vantagens adaptativas aos primeiros hominínios no que diz respeito à termorregulação. Essa mudança reduziu a exposição solar em humanos bípedes para apenas 7% da área corporal total, com boa parte dessa área sendo coberta por cabelos no topo da cabeça. Em comparação a quadrúpedes de tamanho similar, essa área representa cerca de ⅓ da área máxima exposta . Além disso, especula-se que a elevação da cabeça, torso e membro superiores teria otimizado a sudorese e a dissipação de calor por convecção, uma vez que, longe do solo, a umidade relativa é menor, a velocidade do vento é maior e a temperatura é mais baixa . Entretanto, ainda não se sabe ao certo se a postura bípede evoluiu simultaneamente à um aumento na transpiração écrina como forma de termorregulação, ou se esse mecanismo de transpiração surgiu posteriormente na evolução humana, possivelmente no gênero Homo .

### Forrageamento
Acredita-se que a transpiração écrina também possa ter desempenhado um papel favorável no forrageamento, ou busca por alimentos, especialmente a partir da incorporação de carne na dieta. Inicialmente, os hominínios podem ter se alimentado como carniceiros, aproveitando carcaças de animais mortos . Nas savanas, onde a competição por carcaças ocorre em áreas abertas, eles poderiam se tornar presas mais vulneráveis para grandes predadores. Nesse contexto, a seleção natural pode ter favorecido a evolução de um sistema altamente eficiente de termorregulação, permitindo que os hominínios forrageassem nos períodos mais quentes do dia, evitando predadores e competição com outros carnívoros carniceiros, como as hienas .
Outra hipótese para o aumento na eficiência de mecanismos de termorregulação teria surgido primariamente no gênero Homo, como resposta à evolução do modo de vida caçador-coletor. Esse modo de vida requer caminhadas de longas distâncias para encontrar alimento e isso poderia ter atuado como pressão seletiva para uma termorregulação mais eficiente, com maior perda de pelos corporais e surgimento da transpiração écrina . Hipotetiza-se que a eficiente capacidade termorregulatória dos seres humanos, principalmente através da transpiração, tenha permitido o desenvolvimento da corrida de resistência, uma habilidade derivada do gênero Homo, que surgiu aproximadamente há 2 milhões de anos . A corrida de resistência, por sua vez, viabilizou um estilo de caça conhecido como "caça de persistência". Nessa estratégia, os caçadores combinam corrida de resistência e rastreamento para exaurir suas presas até que elas atinjam a hipertermia. Os humanos são a única espécie de mamífero que se destaca em caminhadas e corridas de longa distância, mesmo em condições extremamente quentes . Atividade física mais intensa, no caso a corrida, é mais termogênica, isto é, gera mais calor endógeno do que a caminhada, agravado ainda pelo fato de que, no geral, caçadas de persistência ocorrem nos horários mais quentes do dia , necessitando de uma maior regulação térmica. 
Essas atividades, como a caça de persistência e busca por alimento nos horários mais quentes, ainda são observadas atualmente em comunidades de caçadores-coletores modernas, sendo que várias formas de caça de persistência  foram registradas no Kalahari .

### Perda dos pelos corporais
Um fator de suma importância para a eficiência da transpiração como mecanismo de termorregulação é a redução da quantidade de pelos corporais. Pelos corporais muito densos agem como isolantes térmicos, reduzindo a troca de calor entre a superfície do corpo e o meio externo, além de dificultar a convecção de ar na superfície do corpo. Para que a transpiração ocorra de forma eficiente, é necessário que a transferência de calor ocorra próxima à superfície da pele, resfriando o sangue subcutâneo. Uma pelagem muito densa afasta essa região de transferência de energia da pele, além de reduzir a convecção de ar em contato com a superfície do corpo, o que limita a taxa de transferência de calor e, consequentemente, diminui a eficiência da transpiração. Sendo assim, é de se esperar que mamíferos que dependem principalmente da sudorese como mecanismo de regulação térmica apresentem redução na quantidade e densidade de pelos ao redor do corpo . 
Uma hipótese que poderia explicar a redução de pelos corporais associada à sudorese como mecanismo de termorregulação é que, em ambientes mais abertos e mais quentes, como sugerido pela hipótese da savana, as altas temperaturas e a maior produção de calor endógeno devido à atividade física, teriam atuado como pressões seletivas para a evolução de uma transpiração mais eficiente. Isso resultaria na redução da quantidade e densidade de pelos corporais . É provável que essa seleção tenha ocorrido cedo na linhagem hominínia, visto que outros hominídeos não-humanos, como os chimpanzés, já apresentam uma pelagem menos densa .